# U-223
Unterseeboot 223 foi um submarino alemão do Tipo VIIC, pertencente a Kriegsmarine que atuou durante a Segunda Guerra Mundial.

## Comandantes
| Comandante               | Data                                        |
| ------------------------ | ------------------------------------------- |
| Kptlt. Karl-Jürg Wächter | 6 de junho de 1942 - 12 de janeiro de 1944  |
| Oblt. Peter Gerlach      | 12 de janeiro de 1944 - 30 de março de 1944 |

## Subordinação
Durante o seu tempo de serviço, esteve subordinado às seguintes flotilhas:
| Período                                        | Flotilha                                  |
| ---------------------------------------------- | ----------------------------------------- |
| 6 de junho de 1942 - 31 de janeiro de 1943     | 8. Unterseebootsflottille (treinamento)   |
| 1 de fevereiro de 1943 - 31 de outubro de 1943 | 6. Unterseebootsflottille (serviço ativo) |
| 1 de novembro de 1943 - 30 de março de 1944 2  | 9. Unterseebootsflottille (serviço ativo) |

## Operações conjuntas de ataque
O U-223 participou das seguinte operações de ataque combinado durante a sua carreira:
- Rudeltaktik Haudegen (26 de janeiro de 1943 - 2 de fevereiro de 1943)
- Rudeltaktik Nordsturm (2 de fevereiro de 1943 - 9 de fevereiro de 1943)
- Rudeltaktik Haudegen (9 de fevereiro de 1943 - 15 de fevereiro de 1943)
- Rudeltaktik Taifun (15 de fevereiro de 1943 - 20 de fevereiro de 1943)
- Rudeltaktik Amsel (22 de abril de 1943 - 3 de maio de 1943)
- Rudeltaktik Amsel 2 (3 de maio de 1943 - 6 de maio de 1943)
- Rudeltaktik Elbe (7 de maio de 1943 - 10 de maio de 1943)
- Rudeltaktik Elbe 2 (10 de maio de 1943 - 12 de maio de 1943)